# Teting-sur-Nied
Teting-sur-Nied es una comuna francesa situada en el departamento de Mosela, en la región de Gran Este.

## Demografía
| 985 | 1033 | 1152 | 1082 | 1037 | 1181 | 1262 |
| Para los censos de 1962 a 1999 la población legal corresponde a la población sin duplicidades (Fuente: INSEE [Consultar]) |      |      |      |      |      |      |